# Ковшовая турбина

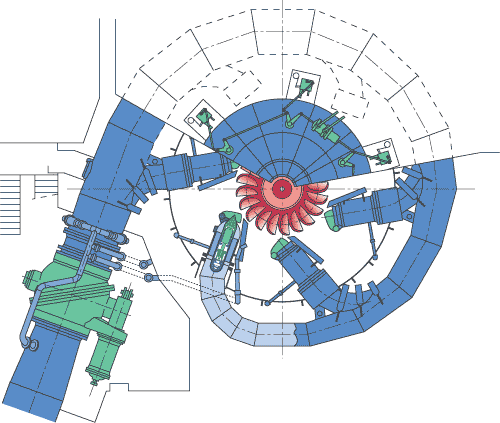
Устройство вертикальной ковшовой турбины (предоставлено Voith-Siemens)

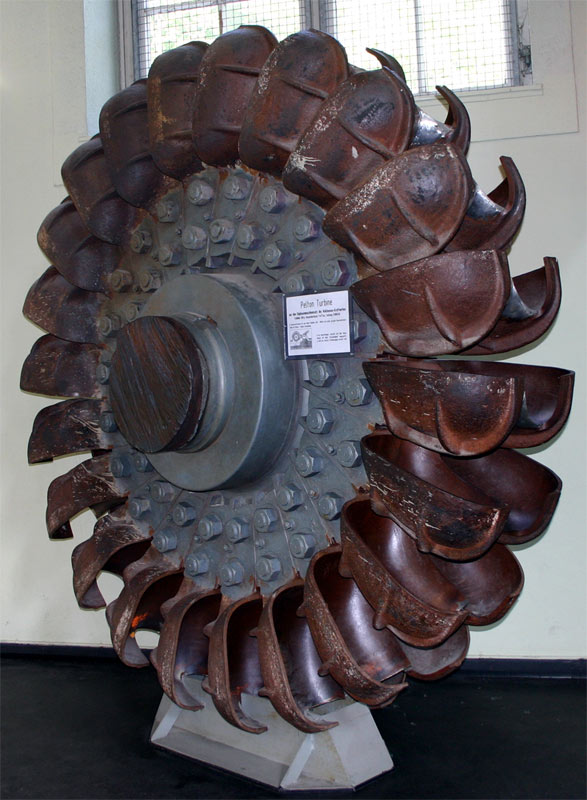
Рабочее колесо ковшовой турбины

Ковшо́вая турби́на (струйно-ковшовая турбина) — активная гидравлическая турбина, используемая при очень больших напорах. Широко известна также как «турбина Пелтона» в честь американского изобретателя Лестера А. Пелтона.
Ковшовые турбины конструктивно сильно отличаются от наиболее распространённых реактивных гидротурбин (радиально-осевых, поворотно-лопастных), у которых рабочее колесо находится в потоке воды. В ковшовых турбинах вода подаётся через сопла по касательной к окружности, проходящей через середину ковша. При этом вода, проходя через сопло, формирует струю, летящую с большой скоростью и ударяющую о лопатку турбины, после чего колесо проворачивается, совершая работу. После отклонения одной лопатки под струю подставляется другая. Процесс использования энергии струи происходит при атмосферном давлении, а производство энергии осуществляется только за счёт кинетической энергии воды. Лопатки турбины имеют двояковогнутую форму с острым лезвием посередине; задача лезвия — разделять струю воды с целью лучшего использования энергии и предотвращения быстрого разрушения лопаток. На рабочем колесе может быть установлено до 40 лопаток.
Рабочее колесо с лопатками может быть установлено как на горизонтальном, так и на вертикальном валу. При горизонтальном расположении вала, к каждому рабочему колесу может подводиться до двух форсунок; поскольку пропускная способность каждой форсунки ограничена, при больших расходах воды применяют установку на одном валу двух рабочих колёс либо используют вертикальную турбину. К последней может подводиться до шести форсунок. Скорость потока воды из форсунок зависит от напора и может достигать значительных величин, порядка 500—600 км/ч. Скорость вращения турбины также весьма велика, до 3000 об.мин.

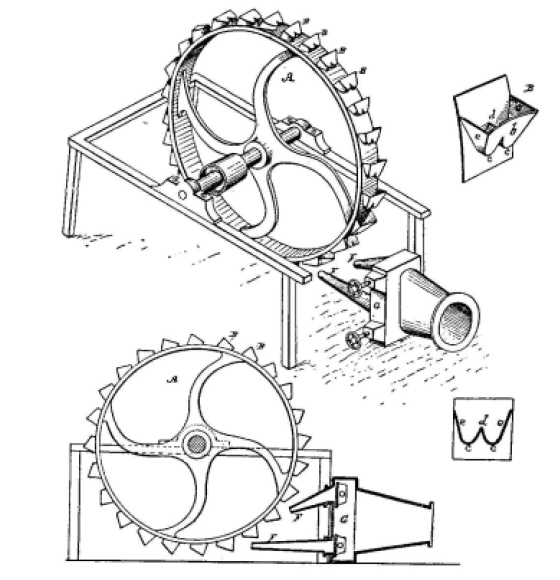
Один из патентов Пелтона, 1880

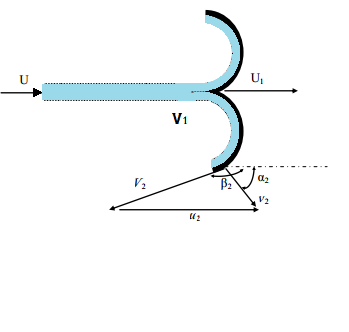
Схема основного принципа работы ковшей турбины

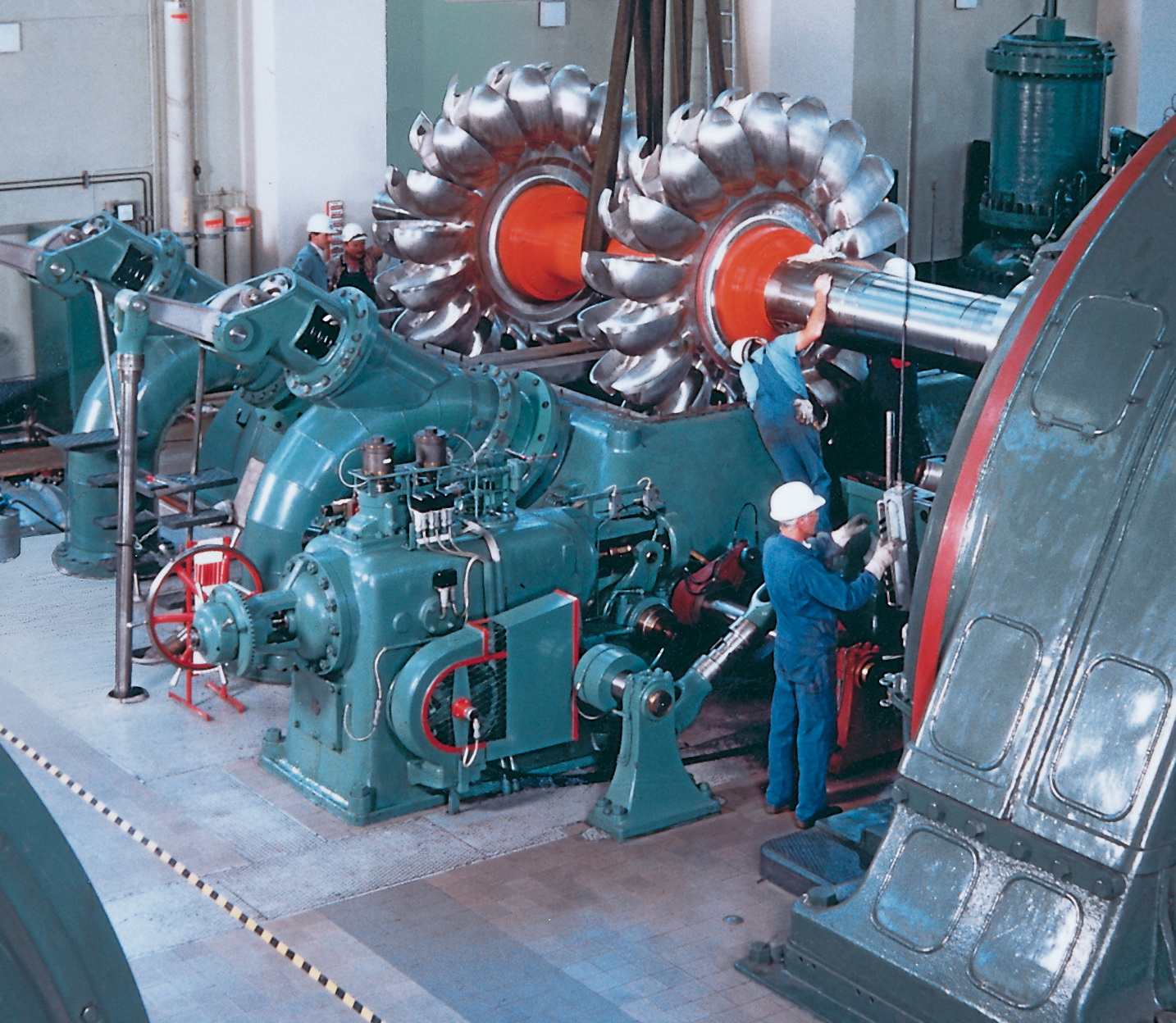
Горизонтальная двухколёсная ковшовая турбина

Патент на ковшовую турбину был выдан американскому инженеру А. Пелтону в 1889 году.
Ковшовые гидротурбины применяются при напорах более 200 метров (чаще всего 300—500 метров и более), при расходах до 100 м³/с. Мощность наиболее крупных ковшовых турбин может достигать 200—250 МВт и более. При напорах до 700 метров ковшовые турбины конкурируют с радиально-осевыми, при бо́льших напорах их использование безальтернативно. Как правило, ГЭС с ковшовыми турбинами построены по деривационной схеме, поскольку получить столь значительные напоры при помощи плотины проблематично.
Ковшовые турбины очень часто применяются на малых ГЭС, сооружаемых на небольших реках с большими падениями в горных районах.
Преимуществами ковшовых турбин является возможность использования очень больших напоров, а также небольших расходов воды. Недостатки турбины — неэффективность при небольших напорах, невозможность использования как насоса, высокие требования к качеству подаваемой воды (различные включения, такие как песок, вызывают быстрый износ рабочего колеса турбины).
Крупнейшие в мире ковшовые турбины установлены на швейцарской ГЭС Бьедрон, их мощность составляет 423 МВт. Эта же ГЭС является мировым рекордсменом по напору на гидроагрегатах, составляющему 1 869 м. До ввода этой ГЭС в 1998 году, в течение 40 лет первенство по напору принадлежало австрийской ГЭС Рейсек (Reißeck) — 1773 м.

## ГЭС России с ковшовыми гидротурбинами
В практике российского гидроэнергостроительства ковшовые турбины пока не нашли широкого применения по причине существовавшей ориентации на строительство преимущественно низко- и средненапорных ГЭС. По состоянию на 2022 год, построены одна крупная и пять малых ГЭС с ковшовыми турбинами.
- Зарамагская ГЭС-1. Крупнейшая действующая ГЭС в России с ковшовыми гидроагрегатами. Станция расположена на реке Ардон в Северной Осетии, введена в эксплуатацию в 2019 году. Мощность ГЭС — 346 МВт, в здании станции установлены 2 гидроагрегата, работающих при напоре 619 м.
- Гизельдонская ГЭС. Пущена на реке Гизельдон в 1934 году, одна из старейших ГЭС России. Мощность ГЭС — 22,94 МВт, в здании станции установлено четыре горизонтальных гидроагрегата, работающих при напоре 289 м.
- Курушская ГЭС. Пущена на реке Усухчай в 1951 году. Мощность ГЭС — 0,48 МВт, в здании станции установлено два горизонтальных гидроагрегата импортного производства.
- Малая Краснополянская ГЭС. Пущена на реке Бешенка в 2005 году. Мощность ГЭС — 1,5 МВт, в здании станции установлен 1 горизонтальный гидроагрегат.
- ГЭС «Джазатор». Пущена на реке Тюнь в 2007 году. Мощность ГЭС — 0,63 МВт, в здании станции установлено два горизонтальных гидроагрегата, работающих на напоре 140 м.
- Фаснальская ГЭС. Станция расположена на реке Сонгутидон в Северной Осетии, пущена в 2009 году. Мощность ГЭС — 6,4 МВт, в здании станции установлены 4 гидроагрегата, из них три радиально-осевых и один горизонтальный ковшовый.

Применение ковшовых турбин также планируется в проекте Верхнебаксанской ГЭС.

## Планирующиеся ГЭС России с ковшовыми гидротурбинами
В настоящее время в России строится малая ГЭС «Барс» на высоком напоре (200 м) с использованием ковшовых гидротурбин. Также ведётся проектирование 6-ти Самурских МГЭС 11-16 также с использованием ковшовых гидротурбин. Локализацию производства и поставки гидротурбин ковшового типа на МГЭС «Барс» и Самурские МГЭС обеспечивает российско-китайская компания «ТурбоГрин».

## ГЭС Казахстана с ковшовыми турбинами
- Верхне-Алматинская ГЭС. Станция расположена на р. Большая Алматинка, пущена в 1953 году. Мощность ГЭС — 15,6 МВт, в здании станции установлено 3 гидроагрегата, работающих при напоре 581 м.
- Алматинская ГЭС № 2. Станция расположена на р. Большая Алматинка, пущена в 1959 году. Мощность ГЭС — 14,3 МВт, в здании станции установлены 3 гидроагрегата, работающих при напоре 516 м.
- Мойнакская ГЭС. Станция расположена на р. Чарын, находится в стадии строительства с 1985 года, окончание строительства намечено на 2011 год. Планируемая мощность ГЭС — 300 МВт, в здании станции должны быть установлены 2 гидроагрегата, работающих при напоре около 500 м.

## ГЭС Армении с ковшовыми турбинами
- Татевская ГЭС. Станция расположена на реке Воротан. В здании ГЭС установлено 3 вертикальных гидроагрегата, работающих при напоре 569 м.
- ГЭС Yeghesis. В здании ГЭС размещены два вертикальных гидроагрегата мощностью по 6,46 МВт, работающих на напоре 250 м. Станция введена в эксплуатацию в 2006 году[8].

## ГЭС Грузии с ковшовыми турбинами
- Храми ГЭС-1. Станция расположена на реке Храми. Мощность ГЭС — 112,5 МВт. В здании ГЭС установлено 3 вертикальных гидроагрегата, работающих при расчётном напоре 370 м (максимальный — 420 м).
- Шаори ГЭС. Станция расположена на реке Шаори. Мощность ГЭС — 40 МВт. В здании ГЭС установлено 4 вертикальных двухсопловых гидроагрегата, работающих при расчётном напоре 478 м (максимальный — 538 м).
- Бжужская ГЭС. Станция расположена на реке Бжужа. Мощность ГЭС — 12,24 МВт. В здании ГЭС установлено 3 горизонтальных двухсопловых гидроагрегата, работающих при расчётном напоре 291 м (максимальный — 300 м).